# Rıza Kayaalp
Pour les articles homonymes, voir Rıza.
Rıza Kayaalp, né le 10 octobre 1989 à Yozgat, est un lutteur gréco-romain turc.

## Biographie
Né à Yozgat dans la région de l’Anatolie centrale en 1989, Rıza Kayaalp est le benjamin d'une famille ouvrière de six enfants. Après l’école primaire, en 2000, il intègre une école de lutte à Yozgat et se spécialise dans la lutte gréco-romaine. Il remporte son premier titre international, avec une médaille d’or en moins de 100 kg, aux Championnats d'Europe Cadets de lutte (Yıldızlar Avrupa Güreş Şampiyonası) de 2005. La même année, il est transféré dans un club de lutte d’Ankara (ASKİ) où il s’entraîne sous la direction du champion olympique Mehmet Âkif Pirim. En 2006, il termine le lycée et commence ses études dans la faculté des Sciences du sport à l’université d'Aksaray de laquelle il est aujourd'hui diplômé.
Le 5 août 2016, il est le porte-drapeau turc lors de la cérémonie d'ouverture des Jeux olympiques de 2016 à Rio de Janeiro.
Il est octuple champion d’Europe de 2010 à 2019, remportant toutes les compétitions européennes de cette période, sauf une médaille d'argent en 2011.

## Controverse
Kayaalp reçoit une suspension immédiate de six mois, par un juge de la FILA, pour des remarques racistes contre les Arméniens et les Grecs, en août 2013. Ce qui est mis en cause ce sont des tweets publiés à l'occasion des manifestations du parc Gezi, prétendant que les Arméniens seraient à la racine des protestations de Gezi (tweets effacés peu après). Le président de la FILA, Nenad Lalovic, précise qu'il a été choqué par le comportement de Kayaalp. À la suite du recours de la fédération turque, la suspension est retardée de façon à lui permettre de participer aux Championnats du monde de 2013 où il remporte la médaille d'argent. Les six mois suivants sont une période sans compétition notable pendant laquelle il sera suspendu.

## Palmarès

### Jeux olympiques
- Médaille d'argent en catégorie des moins de 130 kg en 2016, à Rio de Janeiro
- Médaille de bronze en catégorie des moins de 130 kg en 2020, à Tokyo
- Médaille de bronze en catégorie des moins de 120 kg en 2012, à Londres

### Championnats du monde
- Médaille d'or en catégorie des moins de 130 kg en 2022, à Belgrade
- Médaille d'or en catégorie des moins de 130 kg en 2019, à Noursoultan
- Médaille d'or en catégorie des moins de 130 kg en 2017, à Paris
- Médaille d'or en catégorie des moins de 130 kg en 2015, à Las Vegas
- Médaille d'or en catégorie des moins de 120 kg en 2011, à Istanbul
- Médaille d'argent en catégorie des moins de 120 kg en 2014, à Tachkent
- Médaille d'argent en catégorie des moins de 120 kg en 2013, à Budapest
- Médaille de bronze en catégorie des moins de 120 kg en 2010, à Moscou
- Médaille de bronze en catégorie des moins de 120 kg en 2009, à Herning

### Championnats d'Europe
- Médaille d'or en catégorie des moins de 120 kg en 2010, à Bakou
- Médaille d'argent en catégorie des moins de 120 kg en 2011, à Dortmund
- Médaille d'or en catégorie des moins de 120 kg en 2012, à Belgrade
- Médaille d'or en catégorie des moins de 120 kg en 2013, à Tbilissi
- Médaille d'or en catégorie des moins de 130 kg en 2014, à Vantaa
- Médaille d'or en catégorie des moins de 130 kg en 2016, à Riga
- Médaille d'or en catégorie des moins de 130 kg en 2017, à Novi Sad
- Médaille d'or en catégorie des moins de 130 kg en 2018, à Kaspiisk
- Médaille d’or en catégorie des moins de 130 kg en 2019, à Bucarest
- Médaille d’or en catégorie des moins de 130 kg en 2021, à Varsovie
- Médaille d’or en catégorie des moins de 130 kg en 2022, à Budapest
- Médaille d’or en catégorie des moins de 130 kg en 2023, à Zagreb

### Jeux européens
- Médaille d'or en catégorie des moins de 130 kg en 2015, à Bakou

### Jeux mondiaux militaires
- Médaille d'or en catégorie des moins de 130 kg en 2019

### Jeux méditerranéens
- Médaille d'or en catégorie des moins de 120 kg en 2013, à Mersin
- Médaille d'or en catégorie des moins de 120 kg en 2009, à Pescara

### Universiade
- Médaille d'or en catégorie des moins de 120 kg en 2013, à Kazan